# Ascosphaera apis
Ascosphaera apis är en svampart som först beskrevs av Maasen ex Claussen, och fick sitt nu gällande namn av Lindsay Shepherd Olive & Spiltoir 1955. Ascosphaera apis ingår i släktet Ascosphaera och familjen Ascosphaeraceae.  Arten är reproducerande i Sverige. Inga underarter finns listade i Catalogue of Life.